# 法海 (白蛇传)
法海，是中國民間傳說《白蛇傳》的角色，为鎮江金山寺住持，拥有极其强大的法力，法号含义：「法」力无边，有如大「海」。本着拯救苍生的信念，四處降妖除魔。常备法器：袈裟、佛珠、禅杖、盆钵。在故事中，法海被塑造为思想保守，以偏概全，认为所有的妖精都应该予以收服于佛門，故阻斷了許仙與蛇仙白娘子的情緣，將白娘子鎮壓於雷峰塔之下。基於對白娘子的同情，許多人都憎厭法海。
名號「法海」的僧侶，法海禪師确有其人。但在鎮江金山寺與蛇妖鬥法的僧侶，依《金山志略》是唐朝天寶年間的靈坦禪師，為他重新開山時，在蟒洞入定以降扶蟒蛇歸入大海。後人把這故事延伸為《白蛇傳》。

## 戲劇角色
於電視劇《我和殭屍有個約會》中，劇情加插了白素貞和小菁來到1998年，開設酒吧等待再見到許仙，其後鎮國靈石被破壞，釋放了被困800年的法海。法海其後追殺白素貞和小菁，白素貞和小菁得到馬小玲及況天佑等人的幫助，最後白素貞遇上臨終前得知金正中是許仙的轉世，含笑而逝。

### 書目
- Lisak, Robert Matthew.  (PDF) (学位论文). The University of Arizona. 2020  [2025-06-21]. （原始内容存档 (PDF)于2025-06-27）.
- He, Xiyao. . Folklore: Electronic Journal of Folklore. 2019, 75: 109–133. S2CID 195742928. doi:10.7592/FEJF2019.75.xiyao .
- Lai, Whalen. . Asian Folklore Studies. 1992, 51 (1): 51–66. JSTOR 1178421. doi:10.2307/1178421.
- Ng, Kenny Kwok-Kwan. . . 2019: 83–107. ISBN 978-981-13-6684-0. S2CID 167093198. doi:10.1007/978-981-13-6685-7_5.
- Emerson, Lindsay.  (PDF). Hohonu. 2020, 18.